# Philip Yorke (vicomte Royston)
Pour les articles homonymes, voir Philip Yorke.
Philip Yorke, vicomte Royston (7 mai 1784 - 7 avril 1808), est un voyageur et homme politique britannique.

## Biographie
Il est le fils aîné de Philip Yorke (3e comte de Hardwicke), d'Elizabeth, fille de James Lindsay, 5e comte de Balcarres. Il est le petit-fils de Charles Yorke et le neveu de Charles Philip Yorke et Joseph Sydney Yorke. Il étudie à la Harrow School et au St John's College de Cambridge, où il obtient son diplôme de maîtrise en arts en 1803. À Cambridge, il écrit une traduction du poème de Lycophron sur Cassandre, qui est hautement louée par Richard Porson. En 1806, il entreprend une visite de l'empire russe qu'il décrit en détail dans des lettres à son père publiées dans La dépouille de feu le vicomte Lord Royston: Henry Pepys (Londres: J. Murray, 1838); elles sont utilisées par Lydia Davis pour son histoire intitulée "Lord Royston's Tour" .
Il est élu au parlement pour Reigate en 1806, poste qu'il occupe jusqu'en avril 1808, puis a disparu lors d'une tempête au large de Memel dans un navire appelé l' Agatha de Lübeck.
Il n'a que 23 ans quand il meurt avant son père. Il ne s'est jamais marié. Son frère cadet, Charles, est également décédé avant que son père et leur cousin, Charles Yorke (4e comte de Hardwicke), reprend finalement le titre de comte. Sa traduction de Lycophron est publiée à titre posthume.